# 阿特沃特站
阿特沃特站（法語：Station Atwater）位於加拿大魁北克省蒙特利爾，服務前往附近地區的市民。

## 外部連結
- （法文）（英文）蒙特利爾交通局：阿特沃特站 （页面存档备份，存于）（英文） （页面存档备份，存于）
- （法文）（英文）：阿特沃特站 （页面存档备份，存于）（英文） （页面存档备份，存于），含有阿特沃特站的資訊、歷史、車站結構與藝術品資料。